# Kotathar
Kotathar (en népalais : कोटथर) est un comité de développement villageois du Népal situé dans le district de Nawalparasi. Au recensement de 2011, il comptait 3 083 habitants.